# گرتویلر
گرتویلر (به فرانسوی: Gertwiller) یک کمون در فرانسه با جمعیت ۹۱۴ نفر است که در Canton of Barr واقع شده‌است.